# Tallkrogen (Stockholms tunnelbana)
Tallkrogen ist eine oberirdische Station der Stockholmer U-Bahn im gleichnamigen Stadtteil. Die Station wird von der Gröna linjen des Stockholmer U-Bahn-Systems bedient. Die Station gehört zu den eher mäßig frequentierten Stationen des U-Bahn-Netzes, wo an einem normalen Werktag etwa 2.150 Pendler zusteigen.
Die Station wurde am 1. Oktober 1950 als 9. Station der Tunnelbana in Betrieb genommen, als der erste Abschnitt der Tunnelbana zwischen Slussen–Hökarängen eingeweiht wurde. Der Haltepunkt liegt zwischen den Stationen Gubbängen und Skogskyrkogården. Bis zum Stockholmer Hauptbahnhof sind es etwa sieben Kilometer.

## Reisezeit
| Linie | bis Station   | Reisezeit | bis Station                    | Reisezeit            |
| T18   | Alvik         | 32 min    | Gamla stan Slussen T-Centralen | 13 min 14 min 18 min |
| T18   | Farsta strand | 9 min     | Gamla stan Slussen T-Centralen | 13 min 14 min 18 min |